# 靈魂星雲
靈魂星雲，或稱為幽靈星雲（Soul Nebula），即 Sharpless 2-199、LBN 667，是一個位於仙后座的發射星雲。

## 概要
在靈魂星雲內有數個小規模的疏散星團：CR 34、632和634（在星雲的「頭部」），与IC 1848（在「身體」）。該星雲更常以星團編號IC 1848 稱呼。
靈魂星雲「頭部」左上方是一個小型發射星雲 IC 1871，另外有兩個小型發射星雲 IC 670 和 IC 669 在靈魂星雲「下背部」正下方。
靈魂星雲東方有一個星雲和星團的複合體 IC1805（心臟星雲），兩者常被並稱為「心臟與靈魂」。

## 恆星形成
在靈魂星雲內有一個無線電波源W5，該區域的範圍相當於4個滿月，距離地球約6500光年，位於仙后座。就和其他大規模的恆星形成區域，例如獵戶座和船底座一樣，W5內有數個因為區域中大質量恆星發射的恆星風和輻射造成的空洞。根據恆星形成的驅動理論，這些空洞的形成推動星際介質使它們聚集，引發了形成新恆星的連續過程。以下圖集中的影像包含了一些恆星形成驅動理論至今最佳的範例。科學家分析影像已經能夠顯示恆星的年齡和空洞的距離相關，越接近空洞中心的恆星越年輕。

## 圖集

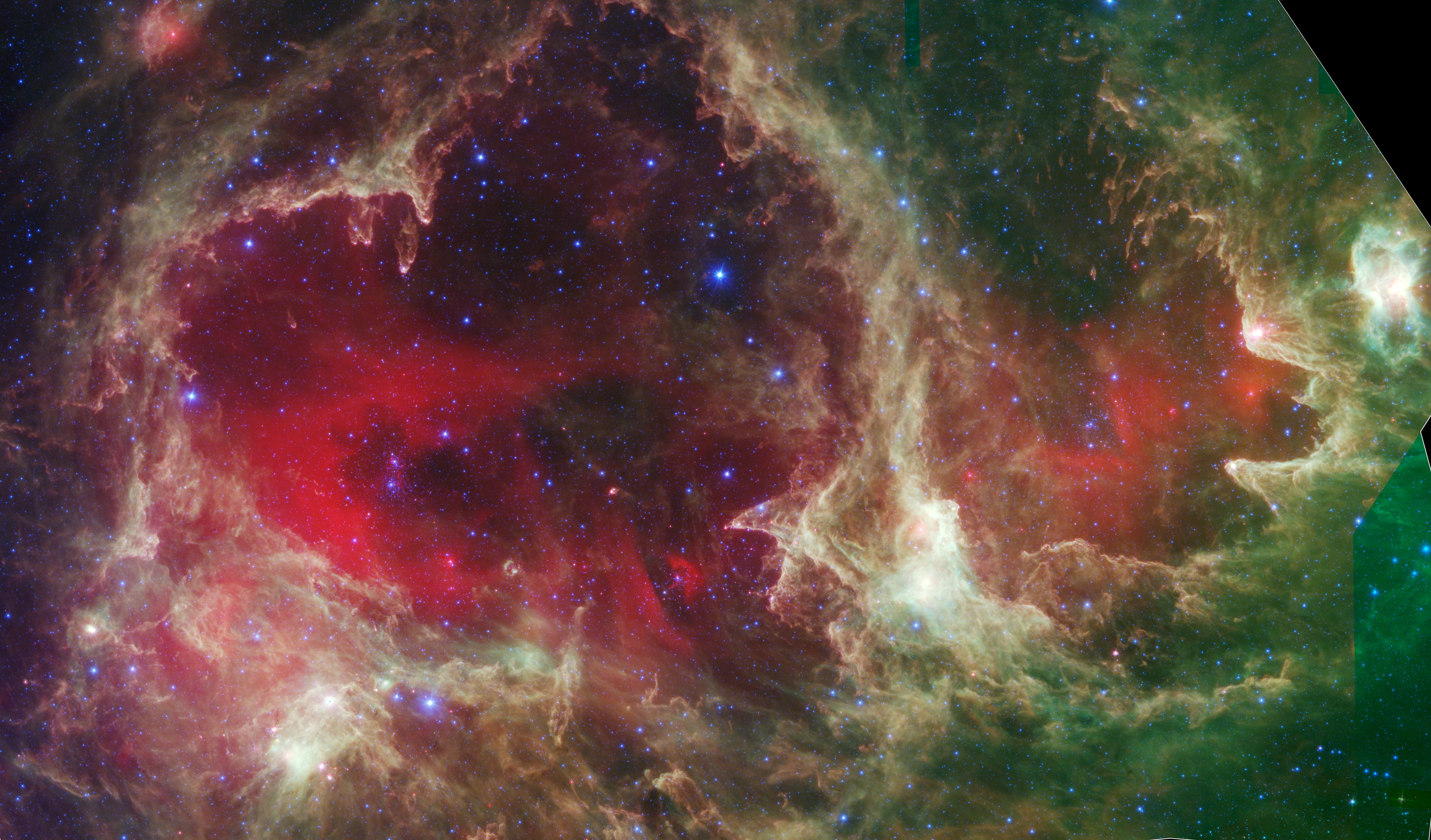
NASA 的史匹哲太空望遠鏡拍攝的恆星形成。
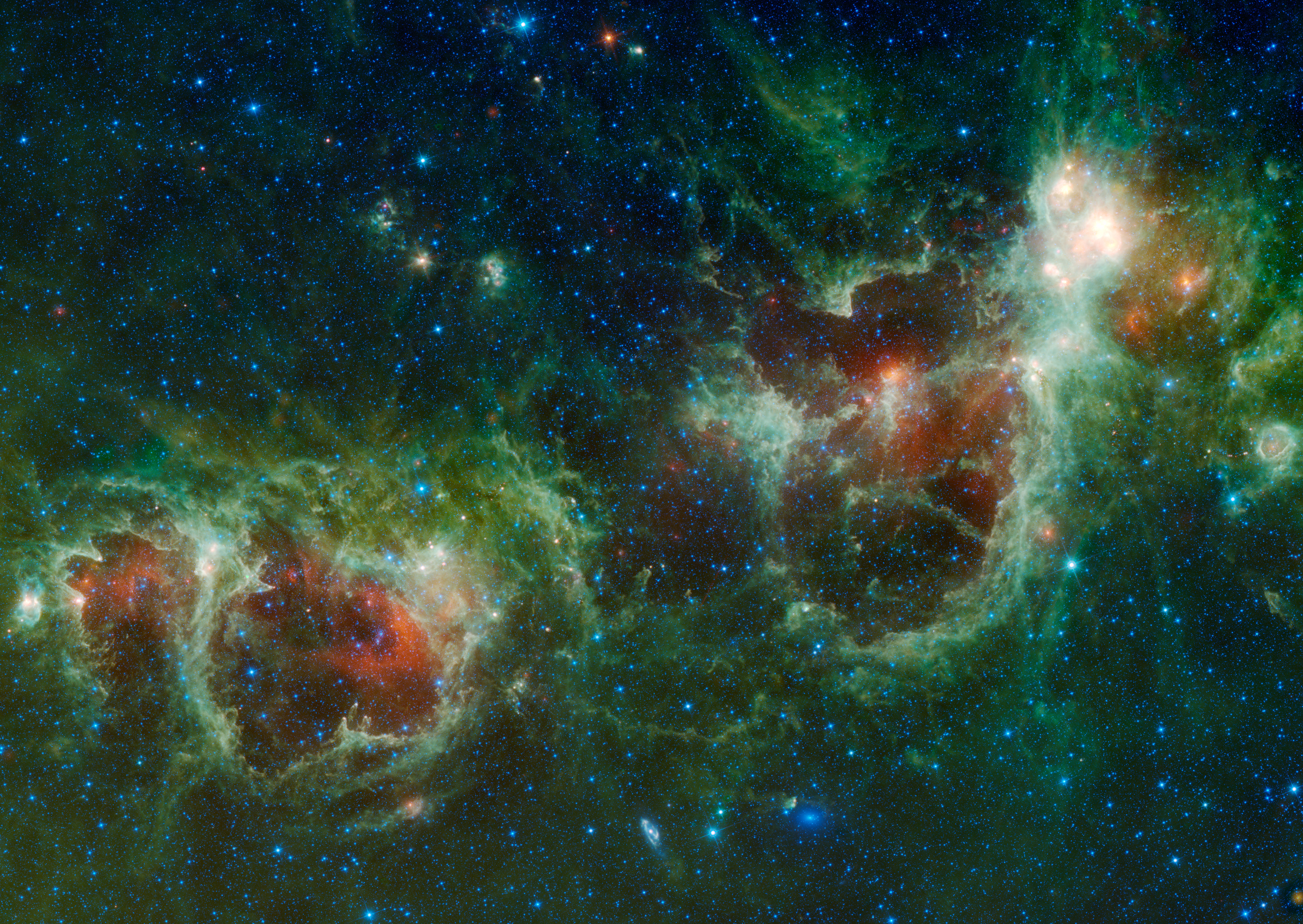
NASA 的廣域紅外線巡天探測衛星拍攝的心臟星雲和靈魂星雲紅外線拼接影像。